# Pseudobazilika

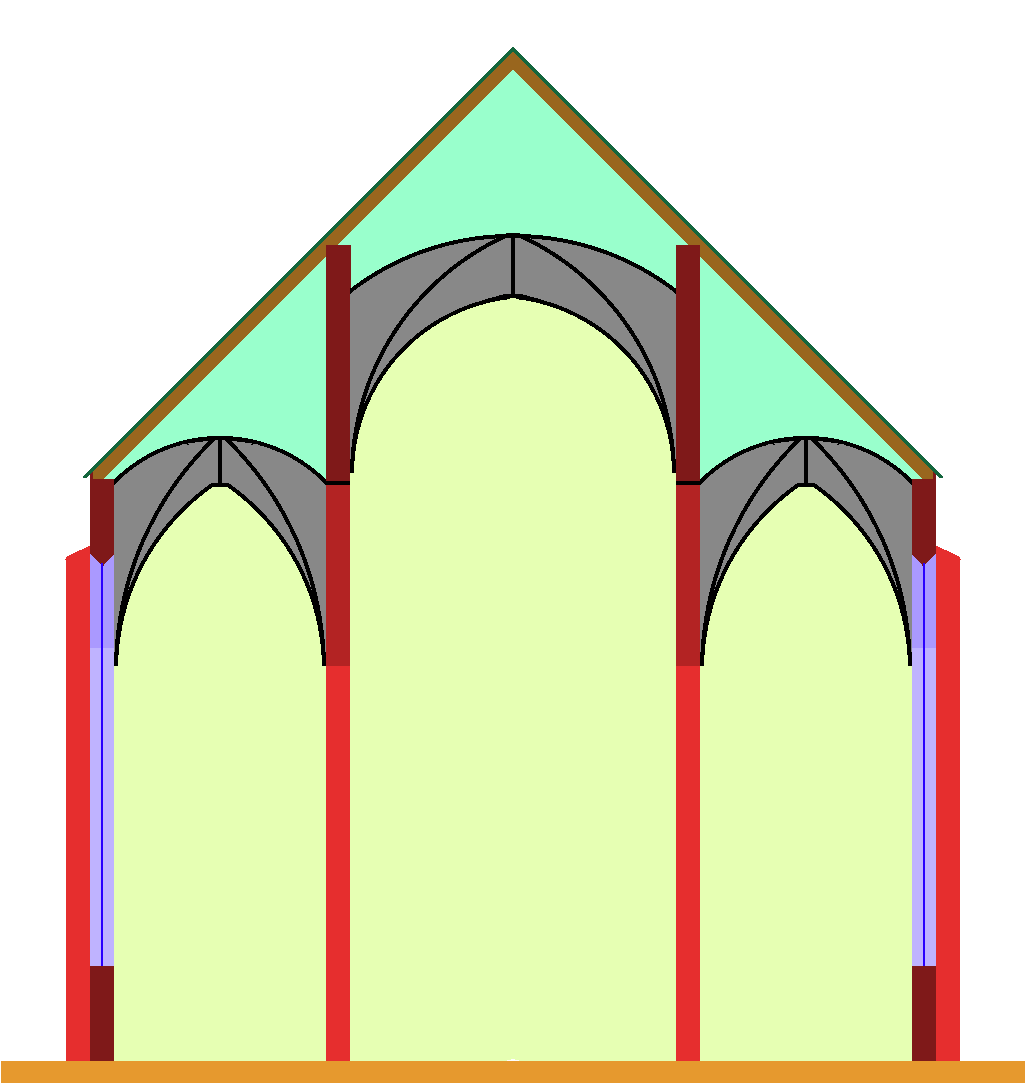
Řez pseudobazilikou s převýšenou hlavní lodí bez vlastních,
tzv. bazilikálních oken

Pseudobazilika je architektonický termín, označující zpravidla trojlodní chrám s převýšenou střední lodí. Na rozdíl od baziliky však nemá střední loď přímé osvětlení bazilikálními okny, ale je osvětlována pouze okny bočních lodí; při velkém převýšení hlavní lodě pak bývá její klenba často v hlubokém stínu (viz obrázky v galerii dole).
Všechny lodě pseudobaziliky mohou být zastřešeny jednou sedlovou střechou, nebo je sedlovou střechou překryta pouze střední (hlavní) loď a vedlejší lodě jsou zastřešeny pultovými střechami, jako je tomu u baziliky.

## Galerie

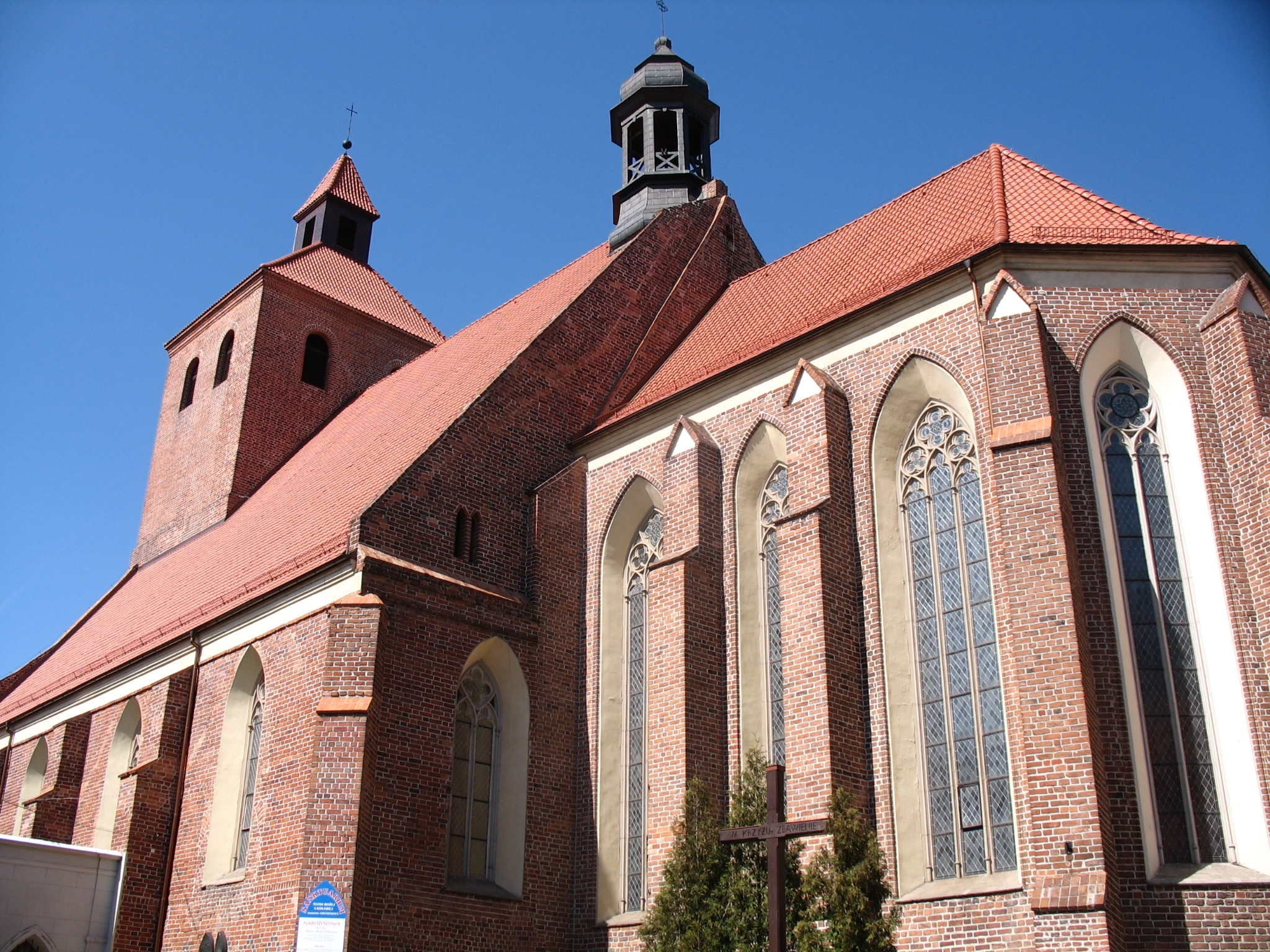
Kostel sv. Mikuláše v Grudziadzu; k jednolodnímu chrámu je přistavěna pseudobazilika
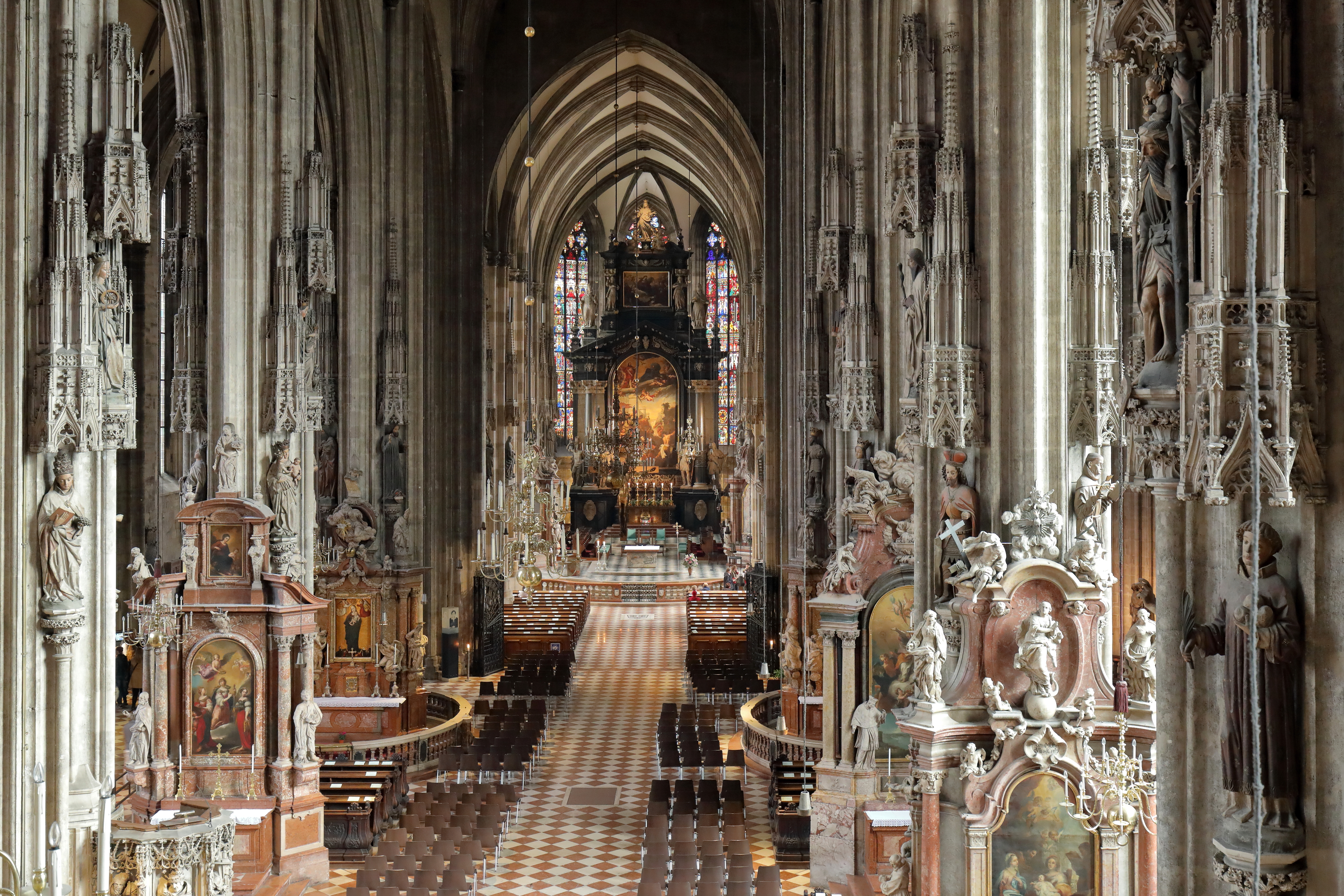
Svatoštěpánský dóm; Vídeň
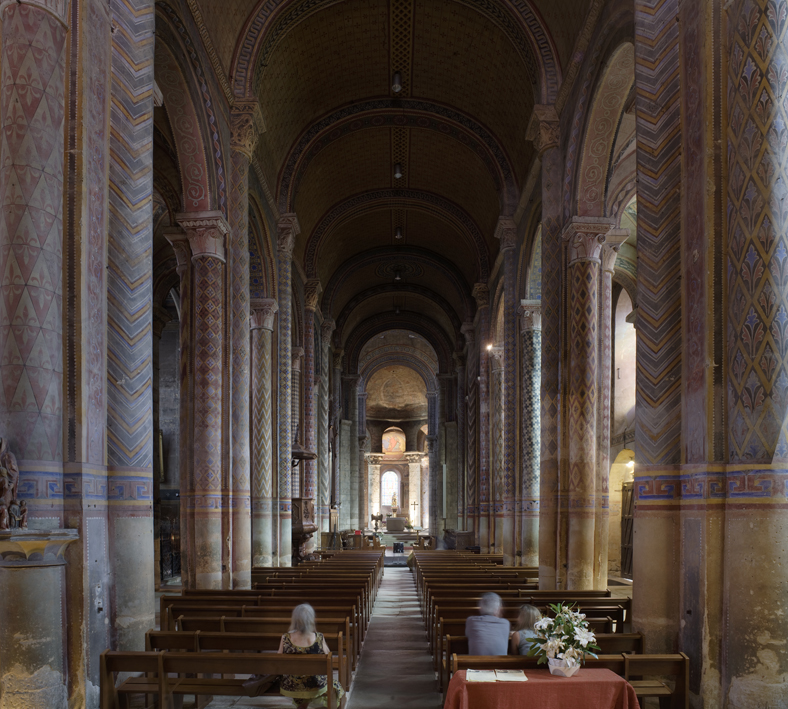
Notre Dame la Grande; Poitiers, Francie
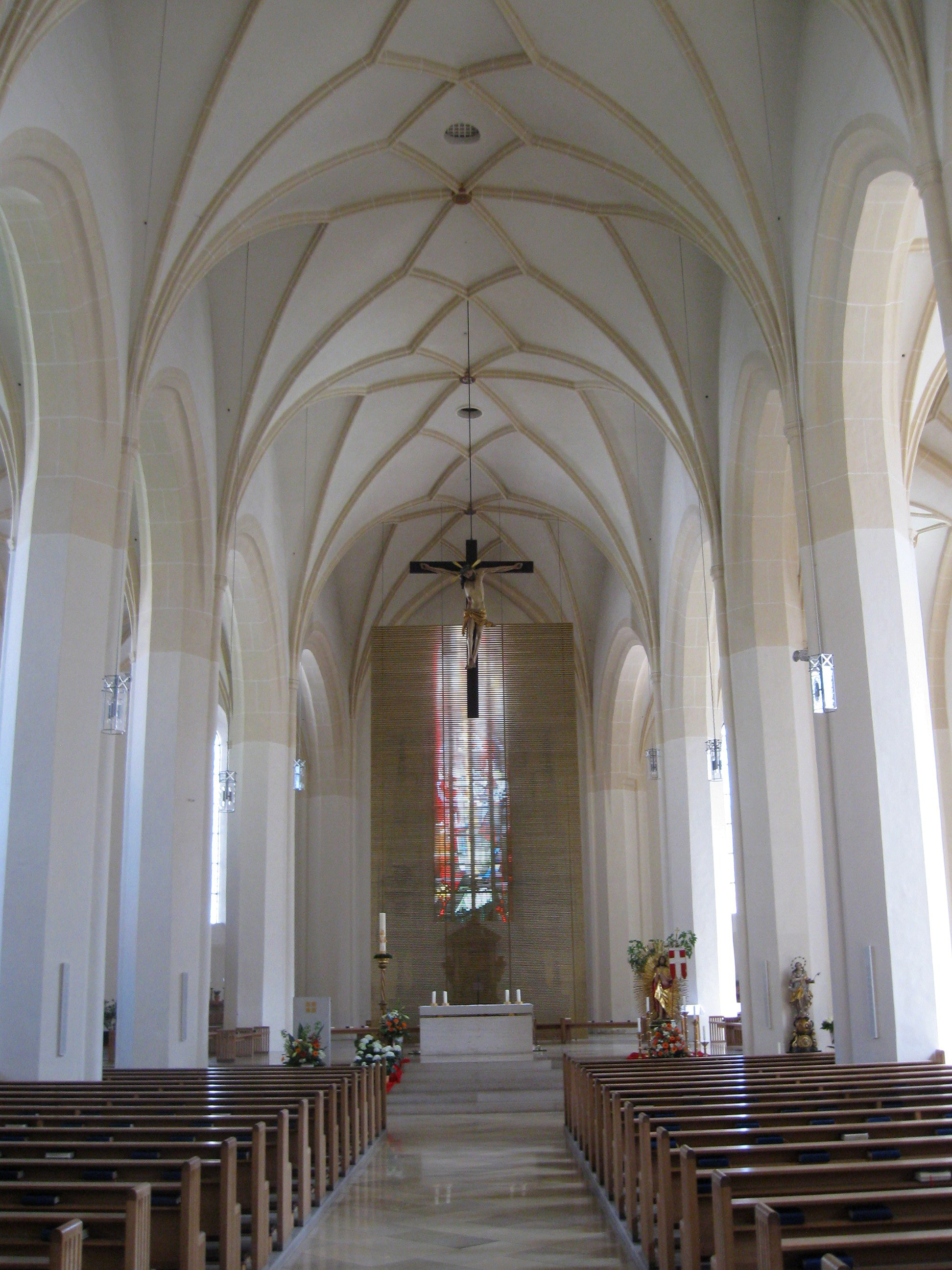
Kostel sv. Jiří; Freising
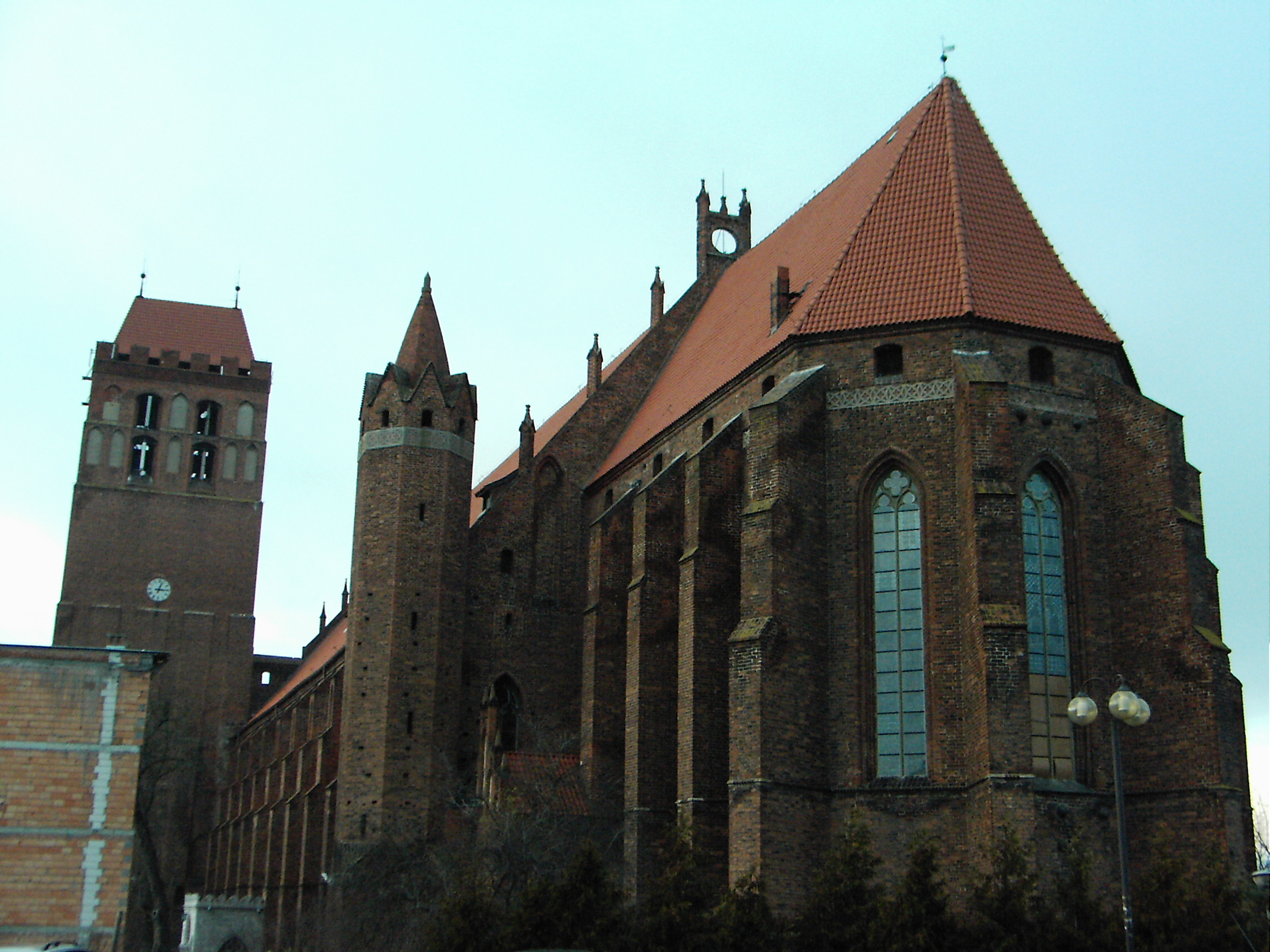
Katedrála sv. Jana Evangelisty; Kwidzyn, Polsko
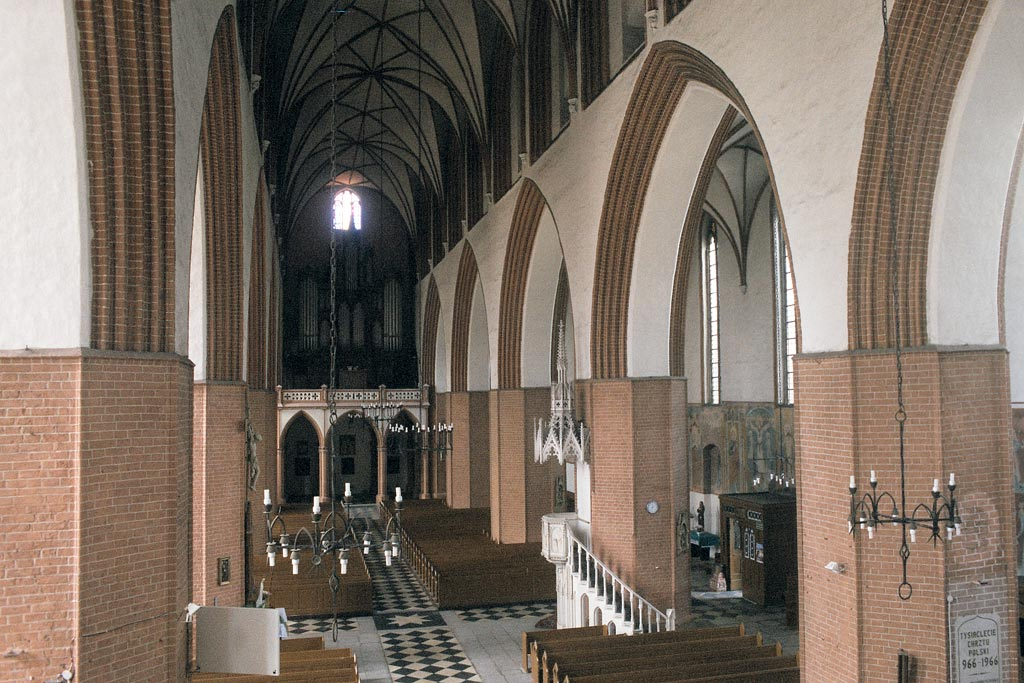
Katedrála Kwidzyn, interiér